# Tihomir Kostadinow
Tihomir Kostadinow (mac. Тихомир Костадинов, ur. 4 marca 1996 w Wałandowie) – macedoński piłkarz występujący na pozycji pomocnika w czeskim klubie Sigma Ołomuniec, oraz w reprezentacji Macedonii Północnej.

## Kariera klubowa
Karierę na poziomie seniorskim rozpoczął w serbskim klubie FK Moravac (Prva Liga). Następnie grał w FK Teteks, FK Dukla Bańska Bystrzyca oraz FC ViOn Zlaté Moravce. W grudniu 2021 roku podpisał trzyipółletni kontrakt z Piastem Gliwice

## Kariera reprezentacyjna
16 listopada 2019 zadebiutował w reprezentacji Macedonii Północnej w meczu z Austrią (1:2) w eliminacjach Mistrzostw Europy 2020. Otrzymał od Igora Angełowskiego powołanie na turniej finałowy, na którym wystąpił w dwóch spotkaniach fazy grupowej przeciwko Austrii (1:3) i  Holandii (0:3).